# Jean-François De Sart
Jean-François De Sart (Waremme, 18 dicembre 1961) è un allenatore di calcio ed ex calciatore belga di ruolo difensore e attualmente direttore sportivo dello Standard Liegi.

## Palmarès
- Coppa del Belgio: 1

Liegi: 1989-1990
- Campionato belga: 1

Anderlecht: 1992-1993